# Chemin de fer de Solesmes à Haspres
La ligne de Solesmes à Haspres est une ancienne ligne de chemin de fer secondaire du Réseau du Nord de la Société générale des chemins de fer économiques (SE) qui reliait Solesmes à Quiévy entre 1909 et 1914.

## Histoire
Le projet commença en 1891. La construction commença en 1908 et la mise en service intervint en 1909. Le train fut surnommé El Tiot train d'Hap.
Pendant la Première Guerre Mondiale, le personnel est mobilisé et la ligne est supprimée en 1914, en 1916, elle va être démontée et ne sera jamais reconstruite après guerre. La voie n'est cependant officiellement déclassée que le 11 mai 1938.

## Caractéristiques
La ligne partait de la gare de Solesmes, et desservait Verchain-Maugré, Capelle, Escarmain, Vertain et Vendegies-sur-Écaillon. Le terminus était à Haspres. Elle était parcourue à 30 km/h environ.